# سیست‌آدنوکارسینوم سروزی پاپیلاری

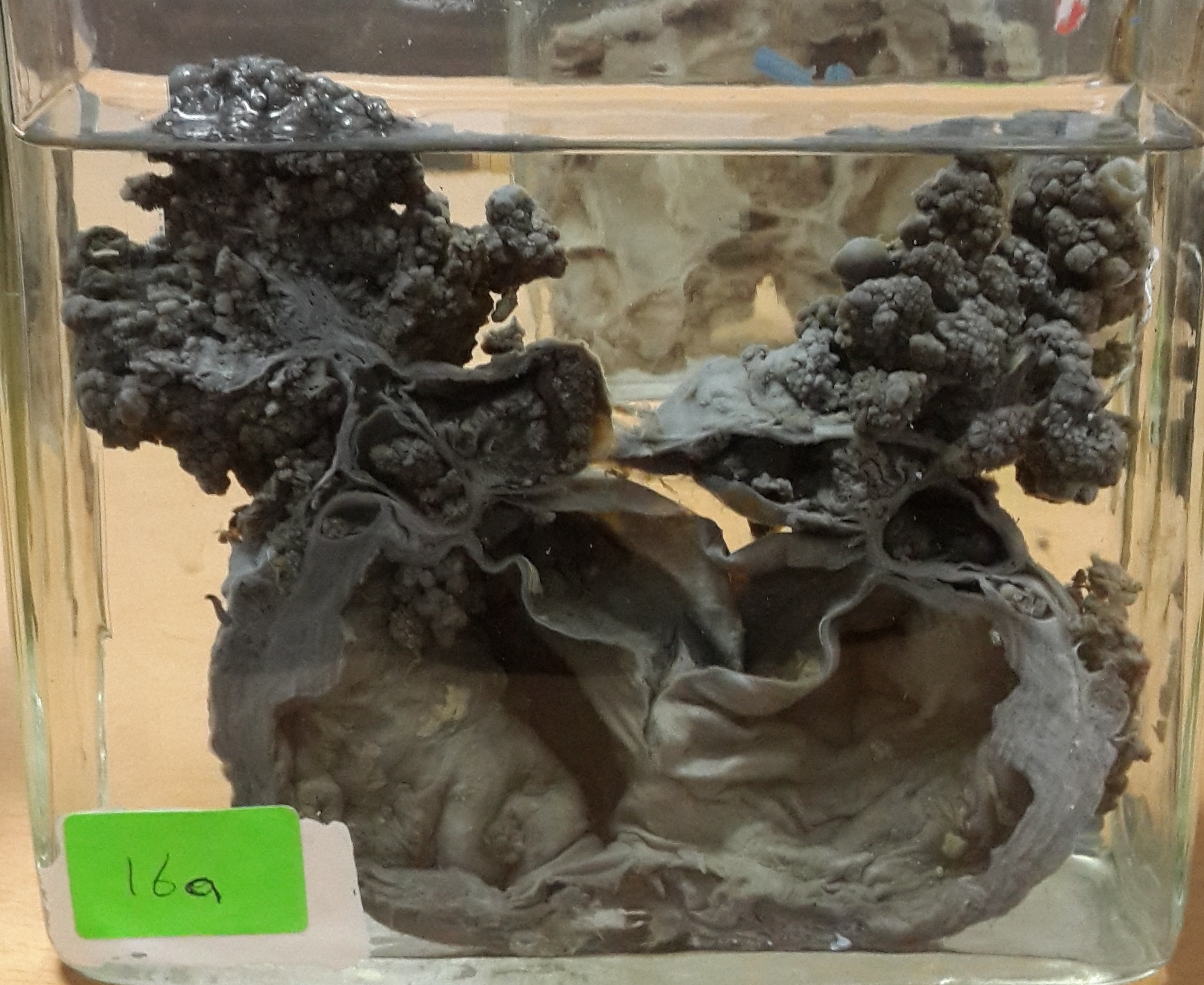
سیست‌آدنوکارسینوم سروزی پاپیلاری تخمدان.

سیست‌آدنوکارسینوم سروزی پاپیلاری (انگلیسی: Papillary serous cystadenocarcinoma) نوعی سرطان تخمدان بدخیم است که ۲۶ درصد تومورهای تخمدان را در زنان بالای ۲۰ سال در ایالات متحده آمریکا تشکیل می‌دهد.
مانند بسیاری از تومورهای تخمدان، به دلیل فقدان علائم اولیه بیماری، این تومورها در هنگام کشف ممکن است بزرگ باشند و اغلب با متاستاز در امتداد صفاق همراه هستند.